# Kossuth tér (Pécs)
A Kossuth tér Pécs történelmi belvárosának déli részén elhelyezkedő tér, melyet nyugaton az Irgalmasok utcája, északon az Irgalmas Kórház és a okmányirodát magában foglaló tömb, keleten a Fürdő utca, délen pedig a Konzum Áruház és Irodaház határol.

## Története

### Környező épületek
Eredetileg utca volt. Első ismert neve 1722-ben Sauwinkhl utca volt (amely a mai Tímár utcát is magába foglalta). 1804-ben már Pauliner Gasse (Pauliner utca) volt a neve és a mai Tímár utcán kívül a Lyceum utcát is magában foglalta.
A szabályos téglalap alakú teret tervezőasztal mellett alakították ki mesterségesen 1864-ben. A tér nagy részét, 1600 négyszögölt a város az irgalmasok rendházának kertjéből vásárolta. Neve egy évig Új tér, majd 1949-ig Majláth tér volt. Északi oldalán földszintes üzletsor („irgalmas bazár”) állt, keleti oldalán 1869-re felépült a zsinagóga. 1891-ben lebontották a bazárt, és felépítették a ma is álló kétemeletes eklektikus épületegyüttest.
A déli oldalt sokáig meghatározta Hochrein József 1866-ban emelt emeletes háza. Az Irgalmasok utcájának sarkán állt a Vadászkürt Kávéház és Szálló épülete. Az 1970-es évek elején lebontották a déli házakat és 1976-ban átadták a Konzum Áruház és Irodaház épületegyüttesét.

### Kossuth-szobor
A téren az 1890-es években az északi oldal rendezésekor fásítást hajtottak végre. 1908. május 10-én a tér nyugati oldalán felavatták Horvay János másfélszeres életnagyságú Kossuth Lajost ábrázoló szobrát. A bronzszobor négy méter magas szecessziós stílusú haraszti mészkő talapzaton áll, avatásakor jelen volt Kossuth Ferenc is. A szobor körüli kovácsoltvas kerítést Piskur József pécsi lakatosmester készítette. 1947-ben keresztelték át a teret is Kossuth Lajosról.

### 1960–2008
A téren előbb távolsági, majd 1962. november 16-án helyi járatú autóbusz-végállomás létesült, mely egészen 1986-ig üzemelt (1968-69 között pincebeszakadások miatt az átépítés idejére szünetelt a forgalom), és a Széchenyi téri buszvégállomás megszűnése után majdnem az összes mecseki járat innen indult, amíg át nem helyezték őket a Főpályaudvarra. 1986 után az autóbuszok helyét a gépkocsik vették át, a 2008 januári építési munkák kezdetéig gépkocsi-parkolóként üzemelt a tér középső és keleti része.
1999. október 5-én a tér keleti részén, az okmányiroda előtt felavatták Batthyány Lajos mellszobrát, Palotás József alkotását. A szobrot az Aradi Vértanúk Szobrai Alapítvány állíttatta, azonban nem a többi aradi vértanú szobra mellé, hanem a térre. A terv az volt, hogy a Kossuth téren felállítják a Batthyány-kormány tagjainak mellszobrait, ehhez azonban elengedhetetlen volt, hogy a parkoló megszűnjön.

### Átépítés 2008-2010 között
A Pécs2010 Kulturális Főváros projekt keretében 2008-2010 között térkő burkolatot kapott és azóta sétatér.
Így két évig ismét építési terület lett a Kossuth tér: a teljes területen kétszintes mélygarázst építettek. 2008. február 1-jén kezdődtek el a kétszintes, 270 autót befogadni képes mélygarázs munkálatai a Kossuth téren. A tér 2010. május 14-én került átadásra. Pécs önkormányzatának célja a belváros parkolási helyzetének javítása volt. Római kori falakat és sírokat is találtak az építkezés során a tér alatt, mely az építkezést hátráltatta. Az egyik legérdekesebb lelet egy freskótöredék, amelyen Priaposz, a szexualitás istene, vagy talán Fortuna, a szerencse istennője látható. Ezen kívül említésre méltó még egy oltárkő, egy sast formázó épület oromzatdísz és néhány hagymafejes fibula.
Feltártak egy török kori pincét is a régészek. Az ásatási munkálatokat figyelő ásatási bizottság kötelezte a kivitelezőt arra, hogy  nemcsak meg kell őriznie, hanem bemutathatóvá is kell tennie a pincét. A pincét az építés során 4-5 köbméternyi beton öntötte el.

### 2010 óta
A 2010-es átadáskor a tér a korábbiakhoz képest számos változáson esett át. Új helyre, az okmányiroda épülete elé került, dél felé nézve a Kossuth-szobor; a korábban a parkolóban elvesző, 1999-ben felállított, Palotás József által készített Batthyány Lajos-szobor keletebbre került. A Kossuth-szobor átadása után nyugati oldalán felavatták Széchenyi István bronz mellszobrát, az 1999-es terveknek megfelelően, 2013 októberében, születésének 210. évfordulóján pedig felavatták Deák Ferenc mellszobrát is (utóbbi kettő Trischler Ferenc alkotása). A Batthyány-kormány további 5 miniszterének szoborállítása jelenleg bizonytalan.
2019 nyarán a PécsiKe kerékpármegosztó rendszer dokkolóállomást létesített itt.

## Galéria

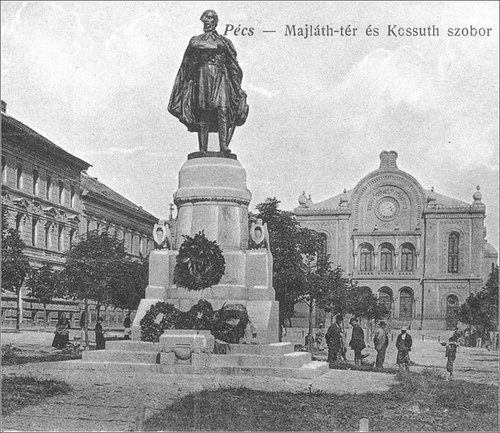
A Majláth tér 1908-ban
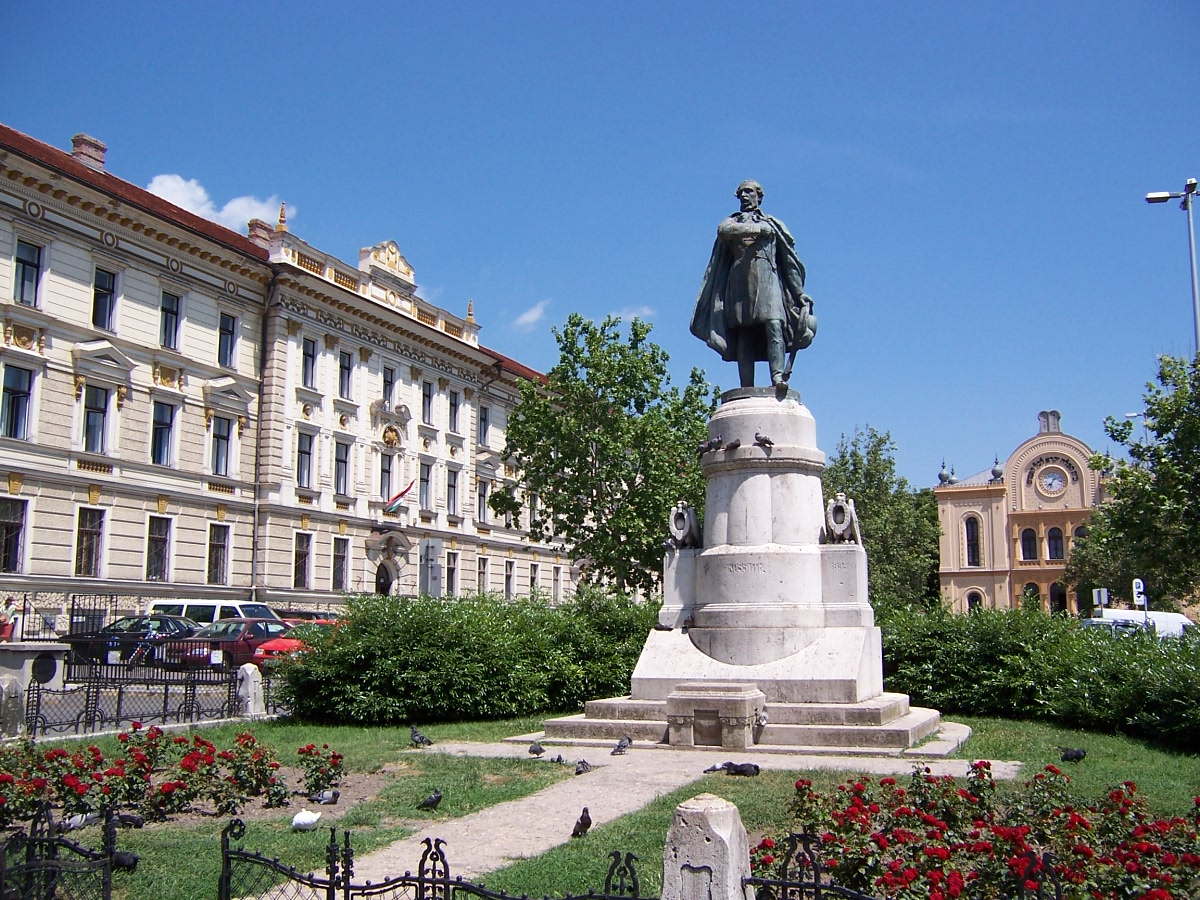
A Kossuth tér 2005-ben
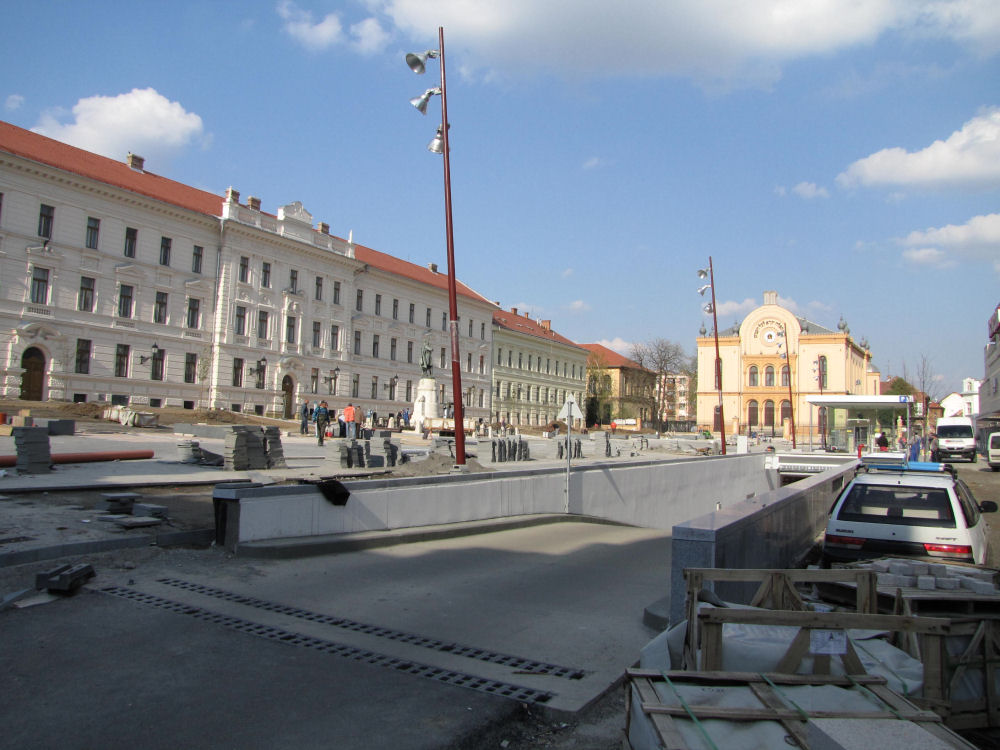
A Kossuth tér 2010-ben, átadás előtt
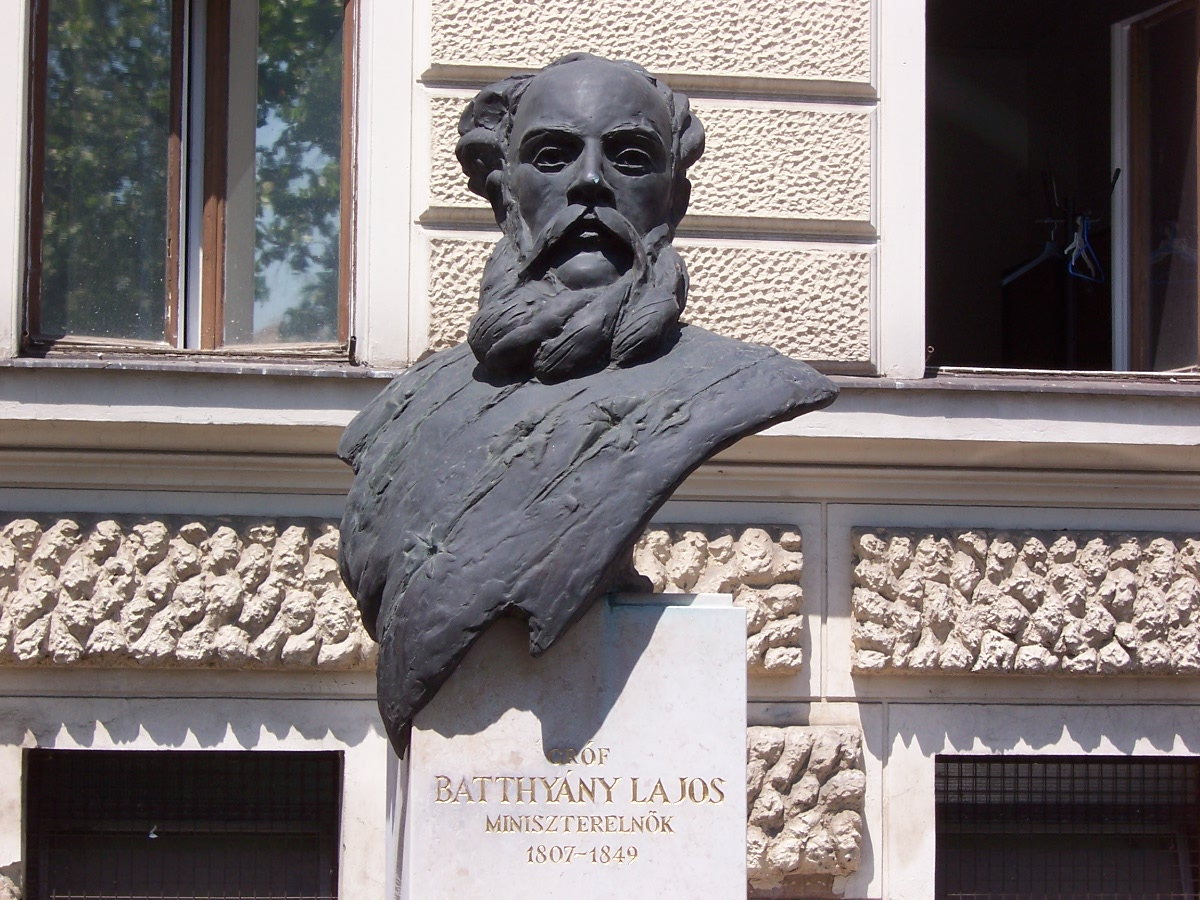
Batthyány Lajos mellszobra
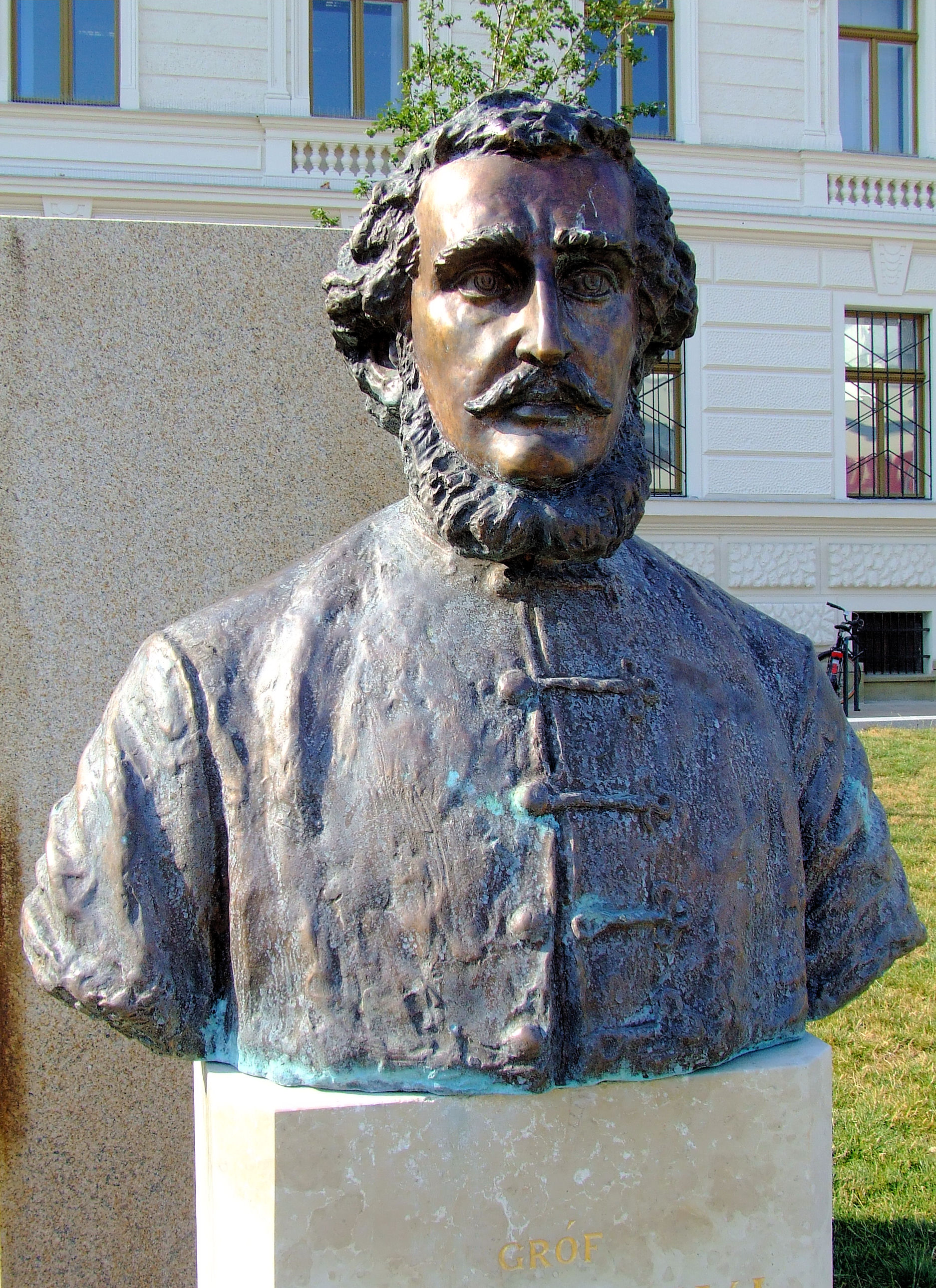
Széchenyi István mellszobra